# 賢愚経
『賢愚経』（けんぐきょう、巴: Bālapaṇḍita-sutta, バーラパンディタ・スッタ）とは、パーリ仏典経蔵中部に収録されている第129経。『癡慧地経』（ちえじきょう）とも。
類似の伝統漢訳経典としては、『中阿含経』（大正蔵26）の第199経「癡慧地経」等がある。
釈迦が、比丘たちに、三業の善悪とその果報について説いていく。

## 構成

### 登場人物
- 釈迦

### 場面設定
ある時、釈迦は、サーヴァッティー（舎衛城）のアナータピンディカ園（祇園精舎）に滞在していた。
釈迦は比丘たちに、三業（身口意）の善悪（賢愚）と、それに伴う果報、輪廻転生の先のことについて説いていく。
愚者の転生先としては、地獄や畜生道といった悪趣が説かれ、賢者は天界へと生まれ変わると説かれる。

## 日本語訳
- 『南伝大蔵経・経蔵・中部経典4』（第11巻下） 大蔵出版
- 『パーリ仏典 中部（マッジマニカーヤ）後分五十経篇II』 片山一良訳 大蔵出版
- 『原始仏典 中部経典4』（第7巻） 中村元監修 春秋社